# Dendrobiella sericans
Dendrobiella sericans är en skalbaggsart som först beskrevs av Leconte 1858.  Dendrobiella sericans ingår i släktet Dendrobiella och familjen kapuschongbaggar. Inga underarter finns listade i Catalogue of Life.

## Bildgalleri

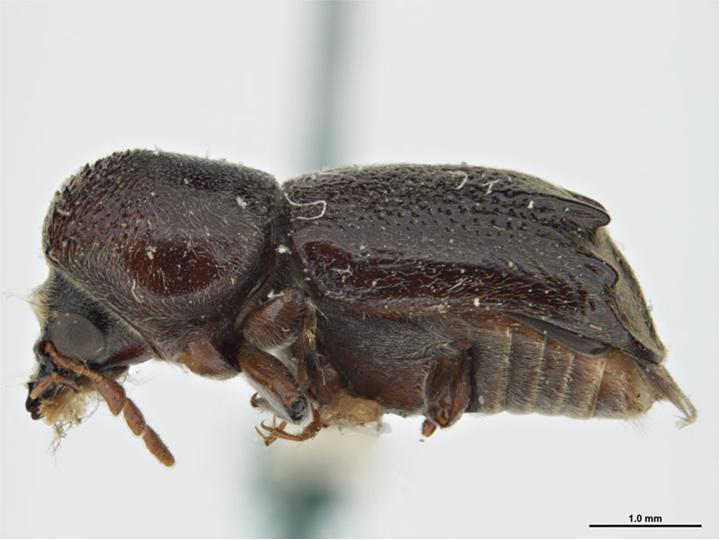